# (2749) Walterhorn
(2749) Walterhorn (1937 TD) ist ein Asteroid des äußeren Hauptgürtels. In Würdigung der Verdienste um die volksbildende Astronomie wurde er im Frühjahr 1992 nach dem Vereinsgründer der Sternwarte Solingen Walter Horn benannt.

## Weblinks

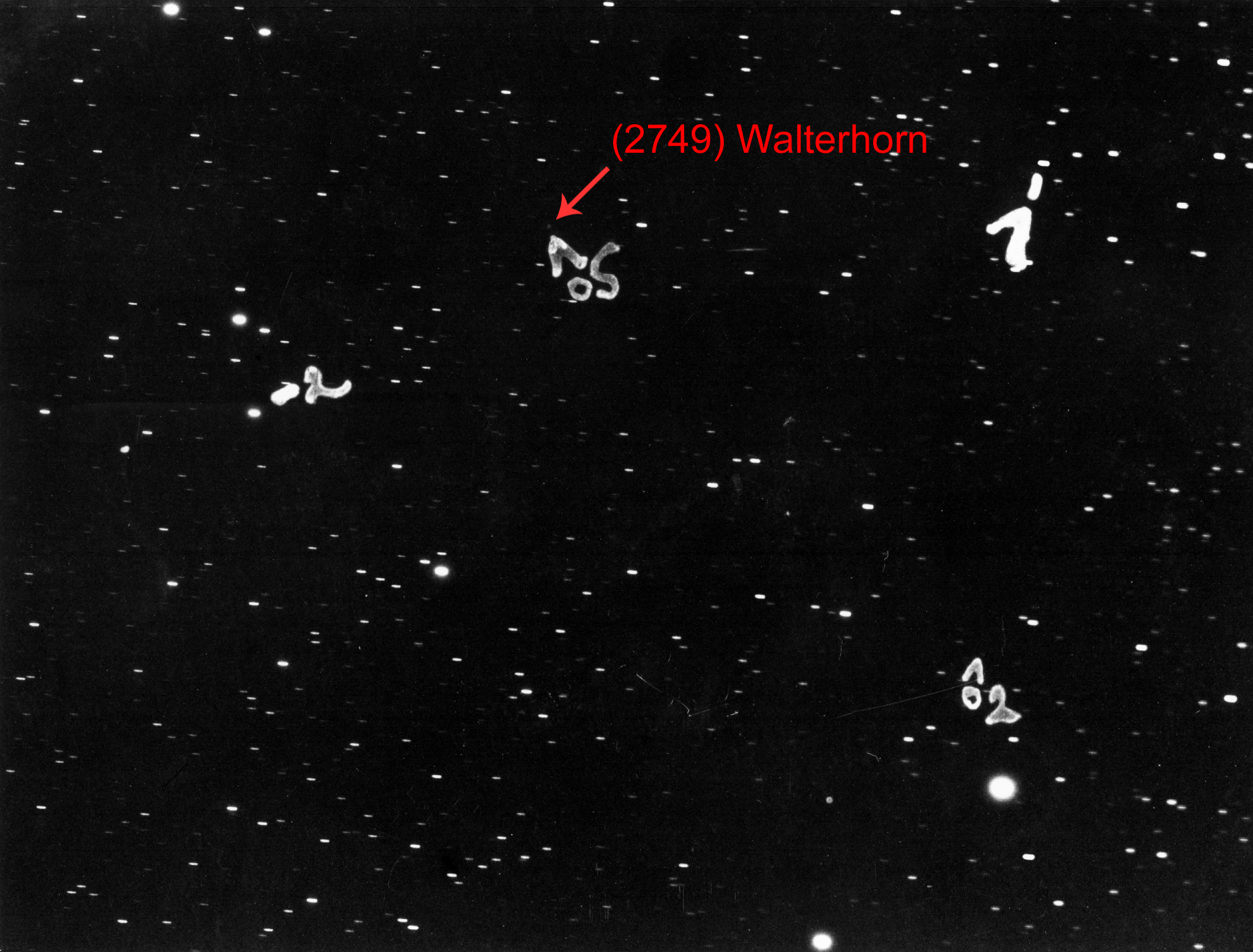
Bild der Entdeckung von (2749) Walterhorn